# Codevigo
Codevigo település Olaszországban, Veneto régióban, Padova megyében. Lakosainak száma 6304 fő (2023. január 1.). Codevigo Arzergrande, Campagna Lupia, Chioggia, Piove di Sacco, Pontelongo és Correzzola községekkel határos.

## Népesség
A település lakossága az elmúlt években az alábbi módon változott:
| Lakosok száma | 6475 | 6463 | 6304 |
|               | 2017 | 2018 | 2023 |